# A 13 és ¾ éves Adrian Mole titkos naplója (televíziós sorozat)
A 13 és ¾ éves Adrian Mole titkos naplója (eredeti cím: Secret Diary of 13 and 3/4 Years Old Adrian Mole) 1985-ben vetített brit vígjáték –dráma sorozat, amelyet Sásdy Péter rendezett.
A sorozat producere Sásdy Péter. Írói Sue Townsend, Trevor Waite és Oscar Webb. A zeneszerzői Ian Dury és Chaz Jankel. A főszerepben Gian Sammarco, Julie Walters, Stephen Moore és Beryl Reid láthatók. A sorozat a Thames Television gyártásában készült, forgalmazója a Thames Television.
Egyesült Királyságban 1985. szeptember 16-tól volt látható a ITV-n. Magyarországon az MTV 1 mutatta be.

## Cselekmény
Mole-ék szomszédját Lucast elhagyja a felesége. Adrian Mole édesanyja beleszeret Lucasba és elhagyja a családját. Adrian nem tudja ezt feldolgozni. Anyja távollétében Adrian összebarátkozik Bert Baxter és a szerelem is rátalál. Később Adriant beviszik a kórházban. Anyja meglátogatja és visszajön a családjához.

## Szereplők

### Főszereplők
| Szereplő     | Színész       | Magyar hang      | Leírás                                               |
| ------------ | ------------- | ---------------- | ---------------------------------------------------- |
| Adrian Mole  | Gian Sammarco | Minárovits Péter | A sorozat címszereplője és narrátora.                |
| George Mole  | Stephen Moore | Szabó Éva        | Adrian édesapja, Pauline felesége.                   |
| Pauline Mole | Julie Walters | Orosz István     | Adrian édesanyja, aki elhagyja George-t Lucas miatt. |
| May Mole     | Beryl Reid    | Kassai Ilona     | George édesanyja, Adrian nagymamája.                 |

### Mellékszereplő
| Szereplő            | Színész        | Magyar hang     | Leírás                                                        |
| ------------------- | -------------- | --------------- | ------------------------------------------------------------- |
| Bert Baxter         | Bill Fraser    | Horkai János    | Adrian rossz szájú és határozott véleményű nyugdíjas barátja. |
| Pandora Braithwaite | Lindsey Stagg  | Simonyi Piroska | Adrian barátnője.                                             |
| Tania Braithwaite   | Louise Jameson | Csere Ágnes     | Pandora liberális gondolkodású édesanyja.                     |
| Ivan Braithwaite    | Robin Herford  | Beregi Péter    | Pandora édesapja.                                             |
| Mr Reginald Scruton | Freddie Jones  | Kristóf Tibor   | Adrian és Pandora ingatag igazgatója.                         |
| Mr. Lucas           | Paul Greenwood |                 | Pauline szeretője.                                            |

### Magyar változat
- Főcím: Bozai József
- Fordító: Kálmán Judit
- Hangmérnök: Királybíró Sarolta
- Szinkronrendező-asszisztens: Orosz Ildikó
- Vágó: Baja Gábor
- Gyártásvezető: Németh Piroska
- Szinkronrendező: Lengyel László

## Epizódok
| #  | Eredeti cím                 | Rendezte    | Írta                       | Eredeti premier      | Magyar premier |
| -- | --------------------------- | ----------- | -------------------------- | -------------------- | -------------- |
| 1. | Pilot Episode               | Sásdy Péter | Trevor Waite és Oscar Webb | 1985. szeptember 16. |                |
| 2. | Parents Separate            | Sásdy Péter | Trevor Waite és Oscar Webb | 1985. szeptember 23. |                |
| 3. | Charles and Diana's Wedding | Sásdy Péter | Trevor Waite és Oscar Webb | 1985. szeptember 30. |                |
| 4. | British Museum              | Sásdy Péter | Trevor Waite és Oscar Webb | 1985. október 7.     |                |
| 5. | Hospital                    | Sásdy Péter | Trevor Waite és Oscar Webb | 1985. október 14.    |                |
| 6. | New Year's Eve              | Sásdy Péter | Trevor Waite és Oscar Webb | 1985. október 21.    |                |

## Forgatás
A sorozatot Leicester, Braunstone és South Wigston területein forgatták. A Mole-ék házát a Balmoral Road-on forgatták, Adrian iskolai jeleneteit a nyugat-londoni Hammersmith Schoolban (ma Phoenix High) vették fel.

## Zene
A sorozat főcímét és végefőcímét Ian Dury írta a címe Profoundly In Love With Pandora volt. 1985 októberében jelent meg kislemezen, és a brit kislemezlista 45. helyére került.